# 羅亨利
亨利·布魯厄姆·洛赫，第一代洛赫男爵， GCB，GCMG，PC（1827年5月23日—1900年6月20日），漢名羅亨利，英國軍人、殖民地總督。第二次鴉片戰爭時，任額爾金的私人秘書。羅亨利、巴夏禮等39人在通州被僧格林沁俘獲，被押往北京囚禁，事後獲釋。以後歷任馬恩島副總督（1863年至1882年）、維多利亞總督（1884年至1889年）、英國駐南部非洲高級專員（1889年至1895年）等職。